# The Singles 81→85
The Singles 81→85 és el cinquè disc del grup Depeche Mode. Conté els senzills editats als quatre anteriors àlbums, més dos temes inèdits, "Shake the Disease" i "It's Called A Heart".
El 26 d'octubre de 1998, coincidint amb el llançament de The Singles 86>98, el grup va aprofitar per publicar una versió remasteritzada anomenada The Singles 81>85 canviant el títol per adaptar-lo tipogràficament a la nova compilació. També s'hi van incloure els temes "Photographic (Some Bizarre Version)" i "Just Can't Get Enough (Schizo Mix)" per allargar-lo fins als 69 minuts i 16 segons.
Als Estats Units s'hi edità una recopilació paral·lela, anomenada Catching up with Depeche Mode, amb un repertori lleugerament diferent.

## Llista de cançons

### LP Mute INT 146817
Cara A
| Núm. | Títol                    | Durada |
| ---- | ------------------------ | ------ |
| 1.   | «Dreaming of Me»         | 3:46   |
| 2.   | «New Life»               | 3:45   |
| 3.   | «Just Can't Get Enough»  | 3:44   |
| 4.   | «See You»                | 3:57   |
| 5.   | «Leave in Silence»       | 4:02   |
| 6.   | «Get the Balance Right!» | 3:15   |
| 7.   | «Everything Counts»      | 3:59   |

Cara B
| Núm. | Títol                 | Durada |
| ---- | --------------------- | ------ |
| 1.   | «Love, in Itself»     | 4:00   |
| 2.   | «People Are People»   | 3:46   |
| 3.   | «Master and Servant»  | 3:47   |
| 4.   | «Blasphemous Rumours» | 5:09   |
| 5.   | «Shake the Disease»   | 4:49   |
| 6.   | «It's Called a Heart» | 3:51   |

### CD Mute 1985
Totes les cançons foren escrites i compostes per Martin Gore, excepte les indicades. 
| Núm.          | Títol                    | Composició    | Durada |
| ------------- | ------------------------ | ------------- | ------ |
| 1.            | «Dreaming of Me»         | Clarke        | 3:46   |
| 2.            | «New Life»               | Clarke        | 3:45   |
| 3.            | «Just Can't Get Enough»  | Clarke        | 3:44   |
| 4.            | «See You»                |               | 3:57   |
| 5.            | «The Meaning of Love»    |               | 3:05   |
| 6.            | «Leave in Silence»       |               | 4:02   |
| 7.            | «Get the Balance Right!» |               | 3:15   |
| 8.            | «Everything Counts»      |               | 3:59   |
| 9.            | «Love, in Itself»        |               | 4:00   |
| 10.           | «People Are People»      |               | 3:46   |
| 11.           | «Master and Servant»     |               | 3:47   |
| 12.           | «Blasphemous Rumours»    |               | 5:09   |
| 13.           | «Somebody»               |               | 4:22   |
| 14.           | «Shake the Disease»      |               | 4:49   |
| 15.           | «It's Called a Heart»    |               | 3:51   |
| Durada total: | Durada total:            | Durada total: | 59:17  |

| 16. | «Photographic» (Some Bizarre Version) | Clarke | 3:13 |
| 17. | «Just Can't Get Enough» (Schizo Mix)  | Clarke | 6:46 |

## Dades
- Depeche Mode: David Gahan, Martin Gore, Andrew Fletcher, Alan Wilder.
- Temes escrits per Martin Gore, excepte els temes 1, 2, 3, 16, i 17 (escrits per Vince Clarke).
- Temes cantats per David Gahan, excepte "Somebody", cantat per Martin Gore.

## Informació addicional
- Algunes còpies del disc incloïen un pòster de regal amb una reproducció en color gris metal·litzat de la seva portada.
- Al disc hi apareix una crítica del tema "Blasphemous rumours" ([...]Blasphemous rumours és un número dens i tenebrós on deixen Déu com un drap[...]), signada per Neil Tennant, que en aquella època treballava a la publicació Smash Hits, i que posteriorment adquirí fama com a cantant del grup Pet Shop Boys.
- La fotografia de la portada, realitzada per Eric Watson, aparegué posteriorment en una exposició de la National Portrait Gallery de Londres.